# Saint-André-de-Buèges
Saint-André-de-Buèges là một xã thuộc tỉnh Hérault trong vùng Occitanie phía nam nước Pháp.